# Zhenping (Nanyang)
Zhenping (镇平县,  Zhènpíng Xiàn) ist ein Kreis der bezirksfreien Stadt Nanyang in der chinesischen Provinz Henan. Er hat eine Fläche von 1.490 Quadratkilometern und zählt 865.700 Einwohner (Stand: Ende 2018).